# Напье, Джессика
Джессика Напье (англ. Jessica Napier; род. 4 апреля 1979, Веллингтон) — новозеландская и австралийская актриса. Снималась в таких фильмах, как: «Любовная серенада», «Чёрная скала», «Режиссёрская версия», «Городская петля», «Поколение Икс», «Семейный доктор в картинках» и «Призрачный гонщик». Также известна по роли Бекки Ховард в австралийском драматическом телесериале «Дочери Маклеода».

## Биография
Родилась в Веллингтоне, Новая Зеландия. Её отец, актёр Маршалл Напье, перевез семью в Австралию, когда она была ребёнком.
Уже будучи известной актрисой в Австралии, играла роль Бекки Ховард в австралийской телевизионной драме «Дочери Маклеода» с 2000 по 2003 год. Её отец играл роль Гарри Райана в том же сериале.
В 2010 году телеканал Nine Network объявил, что продолжит снимать свою успешную франшизу «Тёмная сторона», выпустив три отдельных телефильма, которые будут известны как: «Тёмная сторона: Файлы». Джессика Напье была выбрана на главную роль во втором из этих телефильмов, под названием: «Тёмная сторона: Проникновение» вместе с Салливаном Стэплтоном. По сюжету ведётся расследование полицейским Колином Маклареном деятельности калабрийской мафии, в ходе которого он внедряется в их группу. В фильме также снимались Валентино дель Торо, Генри Никсон, Тотти Голдсмит, Бадди Дэннаун и Гленда Линскотт. В 2021 году появилась в небольшой роли в Moon Rock For Monday, режиссёра Курта Мартина.

## Личная жизнь
Вышла замуж за Дэвида Адлера 28 ноября 2009 года. Супруги живут в Сиднее вместе со своими детьми Эмили и Оливером.
Вегетарианка и поддерживает различные фонды по защите прав животных. Также поддержала использование зоопарка Таронга в Сиднее для старых цирковых слонов.